# Stolnica sv. Petra, Osnabrück
Stolnica svetega Petra v Osnabrücku, Nemčija, je stolnica rimskokatoliške škofije Osnabrück. Je pozno romanska stavba in dominira nad mestnim obzorjem.

## Zgodovina, arhitektura in oprema
Prva različica cerkve svetega Petra je bila zgrajena leta 785, 15 let po tem, ko je škofijo ustanovil Karel Veliki. Normani so uničili cerkev 100 let kasneje in sedanja različica cerkve se je razvila postopoma, po požaru okoli leta 1100.
Najstarejši deli današnje cerkve so romanski stolp nad križiščem, severna fasada in romansko-gotska zahodna fasada.
Od leta 1218 je bila večina dela ladje preoblikovana: najprej je bil zamenjan transept, 1272 je bila končana glavna ladja. Glavna ladja ima tri obočne pole in stranske šest. Od takrat imajo zunanje stene okrogle obokane vratne in okenske odprtine, značilne za romaniko, vendar so vsi oboki ladje in transeptov rebrasti oboki in koničasti kot gotski. Šiljaste oboke imajo tudi arkade med glavno in stranskima ladjama ter vsi loki. Omeniti velja, da je kupola v srednjem delu ladje tako visoka kot stebri, na katerih stoji. Zaradi položaja imposta v osrednjem ladijskem oboku so bočne sile tako globoke, da jih je mogoče zajeti brez zunanjih opornikov.
Poškodbe po požaru leta 1254 so zahtevale precejšnja popravila, strop je bil ponovno obokan in ojačan. Začet pravokotni kor je bil končan leta 1270, leta 1277 je bil posvečen nov visoki oltar. Korni obhod in Marijina kapela sta bila dodana le 150 let kasneje, med 1434 do 1444.
Že med letoma 1305 in 1350 je zahodna fasada dobila veliko okno rozeto. Druga gotska okna so bila izdelana do leta 1453.
Najstarejši deli opreme, ki so ohranjeni do danes, so krstilnik iz leta 1220 in triumfalni križ iz leta 1230. Poškodovana korna pregrada iz leta 1664 je tudi ohranjena. Dvanajst kipov, ki so delo münstrskega kiparja Heinricha Brabdera, so ohranjeni do danes, vključno s figurami Kristusa in apostolov, pa tudi manjše število kipov, ki jih je daroval vojvoda Erich II. Saxe-Lauenburg, škof Münstra. Ti so na ogled v škofovskem muzeju v Osnabrücku.
Skozi stoletja se je stolnica spremenila po videzu - notranjost predvsem v baročnem obdobju, to so oltarji, slike in epitafi, ter zunanjost med večjo obnovo leta 1882-1910 pod Alexandrom Behnesujem, prenovo in gradnjo dodatkov. Med drugo svetovno vojno je bila uničena baročna kupola in nekaj cerkvenih prizidkov. Stolnica je bila od takrat obnovljena in je še vedno glavna atrakcija v mestu, za škofijo, pa tudi za ljudi, ki jih zanima zgodovina umetnosti iz vsega sveta. Osnabrückško kolo, ki je 13. septembra 1944 padlo z večjega stolpa zaradi bombardiranja, je bilo postavljeno na tleh stolnice.
Križni hodnik se drži cerkve na jugu ladje. Na preostalih treh straneh ima odprto arkadno stebrišče. V vzhodnem krilu so prisotni kapiteli, ki ustrezajo tistim v nekdanjem zahodnem kor 1140. Banjast obok v vzhodnem delu križnega hodnika ima lunete. Med drugo svetovno vojno je križni hodnik, ki je bil obzidan proti dvorišču, služil kot zavetišče za zračni napad.

## Zvonovi
Zvonik v jugozahodnem stolpu ima obroč šestih ulitih zvonov, eno najboljših del Bochumer Verein. Zvonovi so bili zgrajeni v tako imenovani eksperimentalni obliki V7, manjša oblika oktave. 

## Orgle
Stolnica ima dvoje orgel: glavne na zahodu in majhne zborske orgle v severnem transeptu, vgrajene leta 1898.
Glavne orgle je leta 2003 zgradilo podjetje Kuhn AG iz Männedorf iz Švice. Stojijo nad glavnim portalom pod zahodnim oknom. Konzola ima "v" obliko, centriran preko zadnje stene organa, obrnjene proti oltarju.

## Galerija
- Pogled iz vzhoda
- Stolp nad križiščem ladij
- Prezbiterij
- Krstilnik iz leta 1220
- Triumfalni križ iz leta 1230
- Glavne orgle
- Osnabrückško kolo, originalno na velikem JZ stolpu
- Križni hodnik